# Toshiko Fujita
Toshiko Fujita (jap. 藤田 淑子 Fujita Toshiko; ur. 5 kwietnia 1950 w Dalian, Chiny, zm. 28 grudnia 2018) – japońska seiyū i była aktorka dziecięca chińskiego pochodzenia. Pracowała w Aoni Production. Zmarła w 2018 roku na raka piersi.

## Wybrane role głosowe
- Cat's Eye jako Rui Kisugi
- Chopper's Kingdom on the Island of Strange Animals jako Karasuke
- Digimon Adventure i Digimon Adventure 02 jako Tai Kamiya
- Dragon Quest: Dai no Daibōken jako Dai
- Fist of the North Star jako Mamiya
- Ginga Nagareboshi Gin jako Cross
- Kiteretsu Daihyakka jako Kiteretsu
- Konjiki no Gash Bell!! jako Zofis
- Ordy jako Ordy (jap. Miimu)
- Outlaw Star jako Hilda
- Boku Patalliro! jako Maraich
- Prefectural Earth Defense Force jako Yūko Inoue
- Rodzina Trappów jako Mathilda
- Saint Seiya: Historia Złotego Jabłka jako Eris
- Saint Seiya: Wojownicy Świętej Wojny jako Eris
- Silent Möbius jako Rally Cheyenne